# To Be Fat Like Me
To Be Fat Like Me (Ser gorda como yo en Hispanoamérica) es una película estadounidense del 2007, protagonizada por Kaley Cuoco, que fue filmada principalmente en una locación en el barrio de Gordon Head de Victoria, Columbia Británica. Fue lanzada el 8 de enero de 2007 en Lifetime Television. Se estrenó en el Reino Unido en Sky Movies Premiere.

## Sinopsis
La guapa, delgada, popular y deportiva Aly ha obtenido una beca de softball para la universidad, pero cuando se lesiona la rodilla durante un partido de exploración, la adolescente entra en un concurso de cine documental con la esperanza de utilizar el dinero del premio para su educación. Convencida de que su madre y su hermano menor con sobrepeso utilizan su lucha con el peso como una excusa para todo lo malo en sus vidas, Aly decide ir con un traje de gorda y una cámara oculta para probar que la personalidad puede eclipsar a la apariencia física. Ella se encuentra con dos amigos, uno con exceso de peso, que confía a Aly los problemas con el peso y los aspectos sociales del sobrepeso.

## Reparto
- Kaley Cuoco - Alyson
- Caroline Rhea - Madelyn
- Melissa Halstrom - Ramona
- Carlo Marks - Michael
- Rachael Cairns - Jamie
- Adrienne Carter - Kendall
- Brandon Olds - Adam
- Michael Phenicie - Jim
- Scott Little - George
- Ben Cotton - Warren
- Matt Bellefleur - Eddie
- David Lewis - Mr. Johnson
- Jeff Cunningham - Randell
- Aaron Brooks - Joel
- Richard Harmon - Kyle[3]